# 賈鶴年 (崇禎進士)
賈鶴年（1593年—？），號西銘，山西平阳府萬泉縣人，明末清初政治人物。同進士出身。

## 生平
天啓四年（1624年）甲子科山西鄉試第八名舉人，崇禎七年（1634年），登甲戌科會試第一百四十六名，廷試三甲第二百十四名進士，通政司觀政，八年授陕西長安縣知縣，十三年革职为民。

## 家族
曾祖贾朝忠。祖贾仁元，嘉靖壬戌進士，官兵部尚書。父贾玮。母王氏。娶史氏。五子：長子賈席宣，崇祯十六年癸未进士。次子前宣、召宣、問宣、哲宣。